# Giovanni Martinelli
Giovanni Martinelli (Montagnana, 22 de outubro de 1885 — Nova Iorque, 2 de fevereiro de 1969) foi um tenor italiano, associado com o repertório de tenor italiano lírico-dramático, entretanto também fez performances de óperas francesas. Martinelli foi um dos mais famosos tenores do século XX, tendo uma longa carreira no Metropolitan Opera em Nova Iorque.

## Biografia e carreira
Depois de servir como clarinetista em uma banda militar, Martinelli estudou com Giuseppe Mandolini em Milão e fez sua estreia profissional no Teatro Dal Verme, como Ernani, em 1910. O papel de Dick Johnson em La Fanciulla del West tornou-se seu passaporte. Fez sua estreia em Roma, com condução de Toscanini, Brescia, Nápoles, Gênova, tudo em 1911 e em Montecarlo e La Scala em 1912. Sua estreia no Royal Opera House, Covent Garden aconteceu com o papel de Cavaradossi, na ópera Tosca em 1913. No mesmo ano fez sua estreia nos Estados Unidos, na Filadélfia. No dia 25 de abril de 1913, fez a primeira representação mundial de Panurge, de Jules Massenet no Théâtre de la Gaîté em Paris.
A sua estreia no Metropolitan Opera aconteceu em 20 de novembro de 1913, como Rodolfo, em La Bohème, onde continuou sendo o principal cantor da companhia durante 32 temporadas, cantando 926 vezes em 36 papéis diferentes, na maioria deles como Radamés em Aida, Otello, da ópera homônima, Manrico em Il Trovatore, Don Carlo em La Forza del Destino, Calaf em Turandot e Dick Johnson em La Fanciulla del West. E encenou também L'Africaine, Norma, Pagliacci, Guiglelmo Tell, La Juive, La Gioconda, Carmen, entre tantas óperas.
Martinelli também apresentou-se em Boston, São Francisco e Chicago.
Em 1937, retornou a Londres para cantar no Covent Garden em aclamada representação de Otello e como Calaf (Turandot). Retirou-se de lá em 1950, mas fez ainda uma apresentação especial em Seattle, aos 82 anos de idade, como o Imperador Altoum em Turandot.
Martinelli foi um tenor spinto. Como sua voz era madura, acabou tornando-se o sucessor de Enrico Caruso no Metropolitan Opera em papéis dramáticos.

## Gravações
Martinelli fez um extenso número de gravações. Algumas delas com outros cantores do Met, como as sopranos Frances Alda e Rosa Ponselle, contralto Louise Homer, barítonos Giuseppe de Luca e Lawrence Tibbett e com o baixo Ezio Pinza.
Algumas de suas gravações foram feitas ao vivo, incluindo o concerto de 1935 da Missa Solemnis de Beethoven com Arturo Toscanini e a Filarmônica de Nova Iorque, com Elisabeth Rethberg, Marion Telva e Ezio Pinza e a performance de 1939 de Simon Boccanegra de Verdi no Metropolitan Opera.